# Noël chez les Muppets
Pour plus de détails, voir Fiche technique et Distribution.
Noël chez les Muppets (The Muppet Christmas Carol) est un film de Noël comique et musical américain de Brian Henson, sorti en 1992. Il met en scène les personnages du Muppet Show dans une adaptation du conte de Charles Dickens, Un chant de Noël.

## Fiche technique
Sauf indication contraire, les informations mentionnées dans cette section peuvent être confirmées par les bases de données cinématographiques IMDb et Allociné,  présentes dans la section « Liens externes ».
- Titre original : The Muppet Christmas Carol
- Titre français et québécois : Noël chez les Muppets
- Réalisation : Brian Henson, assisté de Crispin Reece et Richard Whelan
- Scénario : Jerry Juhl, d'après le conte Un chant de Noël de Charles Dickens
- Musique : Miles Goodman
- Direction artistique : Dennis Bosher et Alan Cassie
- Décors : Val Strazovec
- Costumes : Ann Hollowood et Polly Smith
- Photographie : John Fenner
- Son : Gary Gegan, Matthew Iadarola, Bobby Mackston
- Montage : Michael Jablow
- Production : Martin G. Baker et Brian Henson
  - Production exécutive : David Barron
  - Production déléguée : Frank Oz
  - Production associée : Alexander De Grunwald
  - Coproducteur : Jerry Juhl
- Sociétés de production : Jim Henson Productions, présenté par Walt Disney Pictures
- Sociétés de distribution : Buena Vista Pictures (États-Unis) ; Gaumont Buena Vista International (France)
- Budget : 12 millions de $[2]
- Pays de production :  États-Unis[1]
- Langue originale : anglais
- Format : couleur (Technicolor) — 35 mm — 1,85:1 (Panavision) — son Dolby stéréo
- Durée : 85 minutes
- Dates de sortie[3] :
  - États-Unis, Québec : 11 décembre 1992[4]
  - France : 15 décembre 1993
- Classification :
  - États-Unis : tous publics (G - General Audiences)
  - France : tous publics (conseillé à partir de 8 ans)[5],[6]
  - Québec : tous publics (G - General Rating)[4]

## Distribution

### Voix originales
Sauf indication contraire, les informations mentionnées dans cette section peuvent être confirmées par la base de données cinématographiques IMDb,  présente dans la section « Liens externes ».
- Michael Caine : Ebenezer Scrooge
- Steven Mackintosh : Fred
- Meredith Braun (en) : Belle
- Robin Weaver (en) : Clara
- Ray Coulthard (en) : Young Scrooge (Scrooge jeune)
- Dave Goelz : Gonzo (Charles Dickens) / Waldorf (Robert Marley) / Dr Bunsen Honeydew / Betina Crachit / Zoot (voix et manipulation)
- Steve Whitmire : Kermit (Bob Cratchit) / Rizzo the Rat / Beaker / Bean Bunny / Belinda Crachit / Beetle / Lips / Sprocket the Dog (voix et manipulation)
- Jerry Nelson : Robin la grenouille (Tiny-Tim Crachit) / Statler (Jacob Marley) / Ma Bear / Ghost of Christmas Present (Fantôme du Noël présent) / Floyd Lew Zealand / Mr Applegate (voix et manipulation)
- Frank Oz : Miss Piggy (Emily Crachit) / Fozzie (Fozziewig) / Sam the Eagle (Headmaster) / Animal / George the Janitor (voix et manipulation)
- Louise Gold (en) : Mrs Dilbert / Spider / Additional Muppets (voix et manipulation)
- David Rudman (en) : Swedish Chef / Peter Crachit / Old Joe / Boppity / Additional Muppets (manipulateur)
- Mike Quinn : Pig Gentleman / Muppet Muppets (voix)
- David Shaw Parker : Old Joe (voix)
- Jessica Fox : Ghost of Christmas Past (Fantôme des Noëls passés) (voix)
- Karen Prell : Ghost of Christmas Past (Fantôme des Noëls passés) / Additional Muppets (manipulateur)
- William Todd-Jones (en) : Ghost of Christmas Past (Fantôme des Noëls passés) / Additional Muppets (manipulateur)
- Robert Tygner : Ghost of Christmas Past (Fantôme des Noëls passés) / Ghost of Christmas Yet to Come (Fantôme des Noëls à venir) / Additional Muppets (manipulateur)
- Donald Austen : Ghost of Christmas Present (Fantôme du Noël présent) / Ghost of Christmas Yet to Come (Fantôme des Noëls à venir) (manipulateur)

### Voix françaises
- Bernard Dhéran : Ebenezer Scrooge
- Edgar Givry : Kermit
- Michel Elias : Miss Piggy
- Jean-Claude Donda : Gonzo, Fozzie
- Jean-François Kopf : Rizzo
- Jean-Pierre Denys : Statler
- Philippe Clay : Waldorf
- Jean Lagache : Sam l'aigle
- Noémie Orphelin : Fantôme des Noëls passés
- Richard Darbois : Fantôme des Noëls présents
- Emmanuel Jacomy : Fred
- Rafaele Moutier : Belle
- Bernard Brieux : Scrooge jeune
- Alexis Tomassian : Scrooge enfant

## Sorties cinéma
Sauf mention contraire, les informations suivantes sont issues de l'IMDb
- États-Unis : 6 décembre 1992 (New York City)
- États-Unis : 11 décembre 1992
- Australie : 11 décembre 1992
- Royaume-Uni : 18 décembre 1992
- Irlande : 18 décembre 1992
- Japon : 27 novembre 1993
- Danemark : 3 décembre 1993
- Argentine : 9 décembre 1993
- Allemagne : 9 décembre 1993
- Portugal : 10 décembre 1993
- Uruguay : 10 décembre 1993
- France : 15 décembre 1993
- Pays-Bas : 16 décembre 1993
- Brésil : 17 décembre 1993
- Espagne : 17 décembre 1993
- Finlande : 17 décembre 1993
- Suède : 17 décembre 1993
- Italie : 23 décembre 1993
- Pologne : 24 décembre 1993
- Canada : 8 décembre 1994
- Russie : 23 décembre 1994
- Royaume-Uni : 23 novembre 2012 (ressortie)

## Sorties vidéo
Sauf mention contraire, les informations suivantes sont issues de l'IMDb
Sortie directement en DVD
- République tchèque : 3 décembre 2003
- Émirats arabes unis : 14 novembre 2005
- Afrique du Sud : 29 septembre 2008
- Singapour : 6 novembre 2012
- Égypte : 8 juillet 2021

DVD
- France : 26 novembre 2003[7]

Blu-ray
- Mexique : 15 décembre 2015
- France : 15 décembre 2015[5]

VOD
- France : 21 juin 2021[5]

## Tournage
Le tournage a lieu du 11 juin 1992 au 15 août 1992 aux studios de Shepperton, en Angleterre.

## Distinctions
Source : Internet Movie Database

### Récompenses
- Fantafestival 1993 : meilleure réalisation pour Brian Henson
- MovieGuide Awards 1993 : meilleur film pour les familles

### Nominations
- Grammy Awards 1993 : meilleur album musical pour enfants pour Chris Caswell, Robert Kraft et Paul Williams[10]